# Albion K. Parris
Albion K. Parris (Hebron, 1788. január 19. – Portland, 1857. február 11.) az Amerikai Egyesült Államok szenátora (Maine, 1827–1828).